# 149
Glej tudi: število 149
149 (CXLIX) je bilo navadno leto, ki se je po julijanskem koledarju začelo na torek.

## Dogodki
- 1. januar